# Kościół Najświętszej Maryi Panny Wspomożenia Wiernych w Łowoszowie
Kościół Najświętszej Maryi Panny Wspomożenia Wiernych – rzymskokatolicki kościół filialny, położony w Łowoszowie (gmina Olesno). Świątynia należy do Parafii Bożego Ciała w Oleśnie w dekanacie Olesno, diecezji opolskiej.

## Historia kościoła

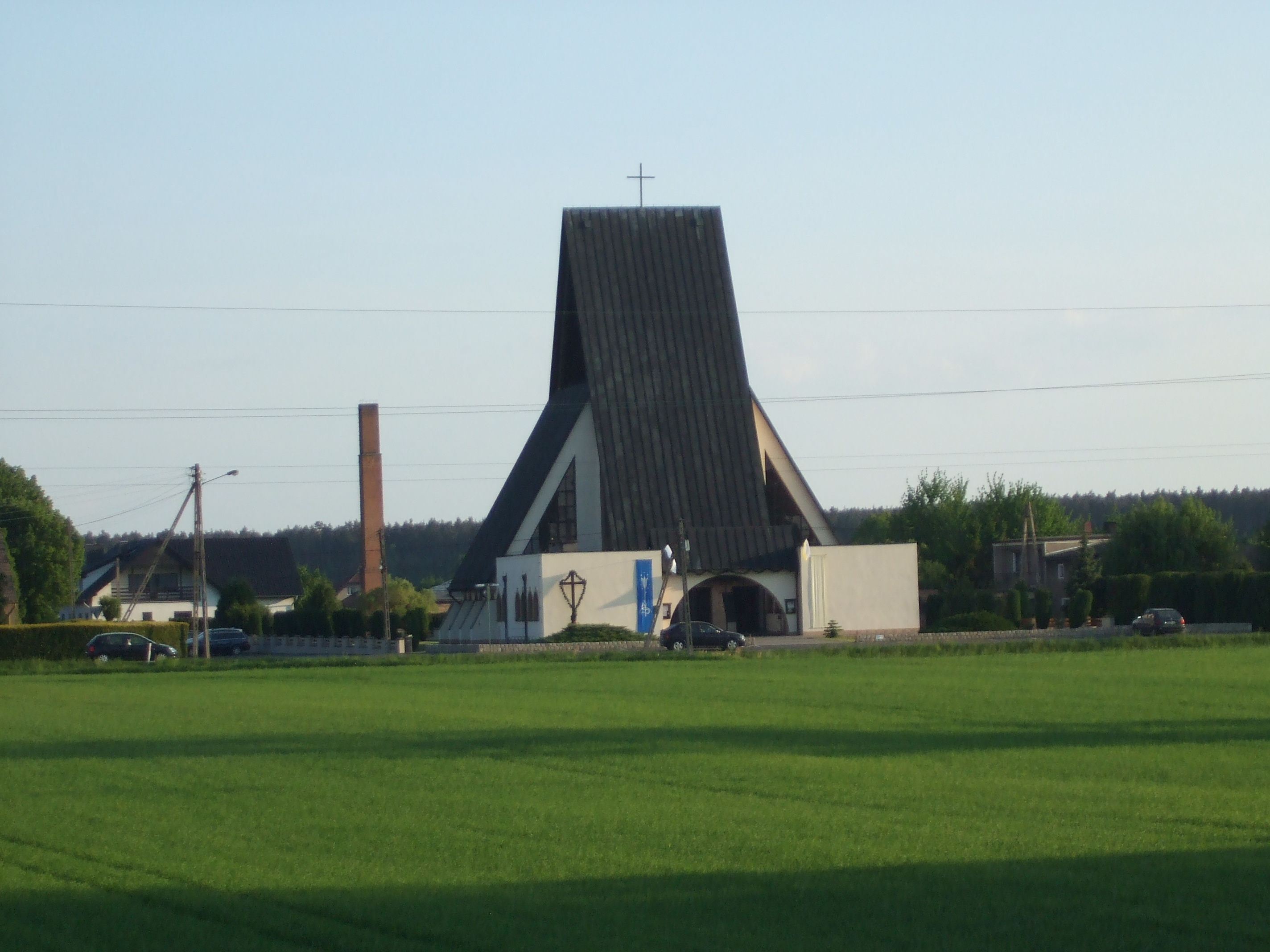
Kościół w 2014

Kościół w Łowoszowie jest najmłodszą świątynią parafii Bożego Ciała w Oleśnie. Wybudowany został według planu architekta z Katowic – dr inż. Zbigniewa Webera. 20 maja 1984 roku poświęcono plac pod budowę. 6 lipca 1986 roku odprawiono, jeszcze na placu budowy,  pierwszą mszę świętą. 20 kwietnia 1987 roku ksiądz biskup Jan Wieczorek dokonał poświęcenia kamienia węgielnego oraz wmurowania dokumentu erekcyjnego. 13 października 1987 roku ks. biskup opolski Alfons Nossol dokonał konsekracji nowo wybudowanej świątyni w Łowoszowie. W 1992 roku obok kościoła wybudowano kaplicę przedpogrzebową.
Na wieży wiszą trzy dzwony, odlane w Ludwisarni Felczyńskich, w Taciszowie. Noszą imiona: Serce Jezusa, św. Józef i Królowa Pokoju.